# Nokia 150
Nokia 150 та Nokia 150 Dual Sim — мобільні телефони початкового рівня під брендом Nokia від HMD Global. Вперше представлений Nokia у грудні 2016 року як перший пристрій від HMD Global, 150 підтримує одну Mini-SIM- карту, а 150 Dual Sim підтримує дві Mini-SIM-карти.

## Опис
У Nokia 150 є ліхтарик. Дисплей 2,4 дюйма з роздільною здатністю QVGA 320x240, що є TFT-панеллю із 65 тис. кольорів. Підтримує вібрацію, має динамік і стандартний роз'єм для навушників 3,5 мм.
Бездротове підключення включає лише 2G, без WiFi і підтримку Bluetooth 3.0.
Не має перегляду ланцюжків розмов та шаблонів розмов текстових повідомлень. Має порт microUSB для заряджання та слот microSD для додаткового зберігання даних.
Знімний акумулятор ємністю 1020 мА * год розрахований на 25 повних днів (600 годин) у режимі очікування та 22 години в режимі розмови.
Задня камера має роздільну здатність 0,3 мегапікселі з фіксованим фокусом і можливістю запису відео. Має підтримку відтворення аудіо/відео.
Має 2 гри: Snake Xenzia та Nitro Racing. Однак деякі моделі Nokia 150, які продаються в певних регіонах, не мають гри Nitro Racing.
Поставляється в чорному та білому кольорах.

## Технічні характеристики
Nokia 150 працює на оновленому інтерфейсі Series 30+ Очікувалось, що Nokia 150 і 150 Dual забезпечать користувачам дуже тривалий час використання..